# Sabor a mí (versión de Juan Camacho)
«Sabor a mí» es una canción del compositor y cantante mexicano Álvaro Carrillo que Juan Camacho versionó para su nuevo sencillo de 1977.
Aunque la canción ya estaba grabada previamente, por cuestiones de contratos, hubo de ser incluida en este nuevo sencillo.
En el sencillo se trató de conjugar la misma fórmula que en el sencillo «Júrame», es decir, un bolero clásico e inmortal con un nuevo giro instrumental adaptado a la época. Pero lo que funcionó en aquel sencillo anterior no funcionó del todo bien en este. A pesar de ello, la canción se situó en puestos importantes.
La nueva experiencia musical coincidió con el cambio de sello discográfico, puesto que hasta ese momento todas sus publicaciones habían salido bajo el sello de CBS. Desde entonces fue Epic la que editó sus discos.

## Créditos
- Arreglos: Eduardo Leyva
- Producción: Juan Camacho